# Smrock-Dwór
Smrock-Dwór – wieś sołecka w Polsce położona w województwie mazowieckim, w powiecie makowskim, w gminie Szelków, nad rzeką Orzyc. 
Według administracji kościelnej miejscowość należy do parafii Szelków.
Do 1954 roku istniała gmina Smrock. W latach 1975–1998 miejscowość administracyjnie należała do województwa ostrołęckiego.